# Jerzy Morawski (polityk)

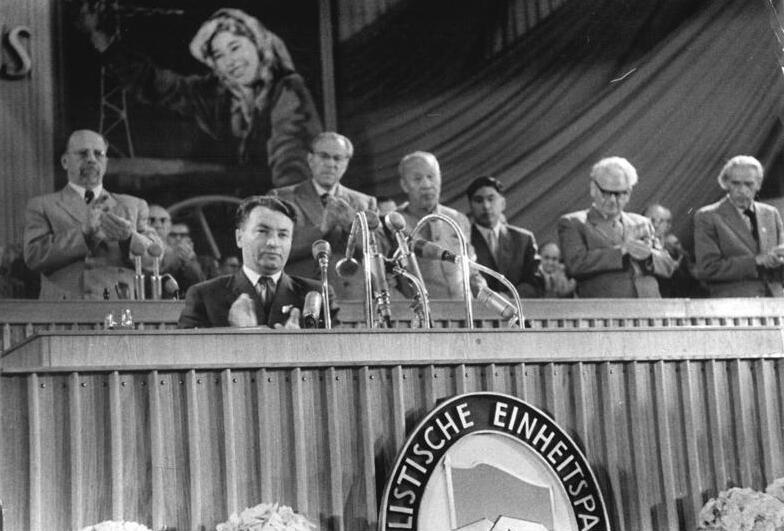
Jerzy Morawski w Berlinie w 1958

Jerzy Morawski (ur. 11 sierpnia 1918 w Warszawie, zm. 4 lutego 2012 tamże) – polski ekonomista, polityk komunistyczny, sekretarz Komitetu Centralnego PZPR w latach 1955–1956 i 1957–1960 (jeden z trzech tzw. młodych sekretarzy), członek Biura Politycznego KC PZPR w latach 1956–1960, ambasador PRL w Wielkiej Brytanii w latach 1964–1969. Wiceprezes Najwyższej Izby Kontroli. Poseł do Krajowej Rady Narodowej, na Sejm Ustawodawczy oraz na Sejm PRL I, II i III kadencji.

## Życiorys
Syn Jerzego i Marii z Kłosowskich. Urodził się na Lesznie w Warszawie w rodzinie robotniczej wyznania katolickiego. Jego ojciec był elektrotechnikiem. W 1934 został członkiem Komunistycznego Związku Młodzieży Polski (w organizacji tej działał do jej rozwiązania w 1938). Uzyskał wykształcenie ekonomiczne na Uniwersytecie Warszawskim. W czasie studiów był sekretarzem Zarządu Głównego Organizacji Młodzieży Socjalistycznej „Życie”. Był członkiem Polskiej Partii Robotniczej od jej powstania w 1942, był redaktorem podziemnego organu Komitetu Centralnego PPR „Trybuny Wolności”. Od lipca 1944 do stycznia 1945 zasiadał w sekretariacie KC PPR. W czasie powstania warszawskiego służył w oddziale informacyjno-propagandowym Armii Ludowej, gdzie zajmował się redagowaniem czasopisma pt. Armia Ludowa.
Od lutego do czerwca 1945 był przewodniczącym Zarządu Głównego Związku Walki Młodych. W latach 1946–1948 sprawował funkcję wiceprzewodniczącego ZWM. W latach 1948–1950 był z kolei wiceprzewodniczącym Zarządu Głównego Związku Młodzieży Polskiej. W 1948 został członkiem Polskiej Zjednoczonej Partii Robotniczej, został zastępcą członka Komitetu Centralnego (którym był do 1950). Następnie do 1952 pełnił funkcję sekretarza ds. propagandy Komitetu Wojewódzkiego PZPR w Poznaniu, w latach 1952–1954 był zastępcą kierownika Wydziału Propagandy KC, a następnie do 1956 kierownikiem Wydziału Propagandy i Agitacji KC. Od marca 1954 do czerwca 1964 zasiadał w KC PZPR, od marca 1955 do stycznia 1960 będąc jego sekretarzem (należał do grupy tzw. młodych sekretarzy, obok Władysława Matwina i Jerzego Albrechta). Od 21 października 1956 do października 1960 członek Biura Politycznego KC PZPR (od grudnia 1956 do marca 1957 przewodniczący Komisji ds. Młodzieży KC PZPR, od maja 1957 odpowiadał w BP za oświatę). W latach 50. był uważany za jednego z nieformalnych przywódców puławian – grupy wewnątrz PZPR, która zamierzała dokonać w Polsce liberalizacji systemu stalinowskiego.
W latach 1945–1965 poseł kolejno do Krajowej Rady Narodowej, na Sejm Ustawodawczy oraz na Sejm PRL I, II i III kadencji. Od maja do lipca 1956 był redaktorem naczelnym „Trybuny Ludu”. W latach 1959–1964 był wiceprezesem Najwyższej Izby Kontroli, a w latach 1964–1969 był ambasadorem PRL w Wielkiej Brytanii.

## Życie prywatne
Jego pierwszą żoną była Hanna z domu Rozenberg (1918–1995), przedwojenna działaczka komunistyczna, pochodzenia żydowskiego, uczestniczka powstania warszawskiego (w Batalionie im. Czwartaków) pseudonim „Krysia”, „Hanka”. Małżeństwo zawarli w Kościele św. Krzyża w Warszawie 13 września 1939 r. Drugą żoną została Irena Tarłowska, właśc. Szenberg (1918–1991), działaczka komunistyczna żydowskiego pochodzenia, uciekinierka z getta warszawskiego. Pochowany wraz z drugą żoną i rodzicami na cmentarzu Wojskowym na Powązkach (kwatera A4-2-8).

## Odznaczenia
- Medal za Warszawę 1939–1945 (17 stycznia 1946)[15]
- Warszawski Krzyż Powstańczy (1986)[16]
- Pamiątkowy Medal z okazji 40. rocznicy powstania Krajowej Rady Narodowej (1983)[17]